# Wielikaja (obwód pskowski)
Wielikaja (ros. Великая) – rzeka na zachodzie europejskiej części Rosji o długości 430 km i powierzchni dorzecza 25 200 km².
Rzeka wypływa ze źródeł w południowej części Wysoczyzny Bieżanickiej, w górnym biegu przepływa 17 jezior, a na północny zachód od Pskowa uchodzi do Jeziora Pskowskiego, tworząc deltę.
Wielikaja jest spławna i żeglowna na odcinku 40 km od ujścia. W jej korycie (w górnym i dolnym biegu) znajdują się liczne progi i kamieniska.
Główne dopływy:
- lewe: Issa, Siniaja, Łża, Kuchwa[1], Wiada, Kudieb;
- prawe: Szest, Sorot, Czeriocha.

Ważniejsze miejscowości nad Wieliką: Opoczka, Ostrów, Psków.